# Kryptoanalyse
Kryptoanalyse (fra Græsk kryptós, "skjult", og analýein, "at løsne" eller "at binde op") er det felt inden for kryptologien, der drejer sig om at finde den oprindelige tekst, klarteksten (eng. plaintext), ud fra den krypterede tekst, chifferteksten (eng. ciphertext), uden kendskab til den hemmelige nøgle, krypteringsnøglen. Dette kaldes også at bryde eller knække koden. Normalt vil dette betyde at modstanderen kommer i besiddelse af nøglen. Et kryptosystem kaldes sikkert, hvis det er svært at finde frem til nøglen.
Det antages generelt inden for kryptoanalysen, at Eva kender det anvendte kryptosystem (Kerckhoffs princip). Inden for kryptologien anses det normalt for en dårlig strategi at hemmeligholde kryptosystemet med det formål at opnå større sikkerhed. Der er i tidens løb publiceret et utal af kryptosystemer (selv af de største autoriteter på området, samt af det amerikanske NSA), der kort tid efter viste sig nemme at bryde. Den almene opfattelse er derfor, at den bedste sikkerhed opnås ved at publicere kryptosystemet og lade det videnskabelige verden prøve kræfter med det. Er systemet ikke knækket efter en rimelig tid, giver det en vis tryghed, men ingen 100% garanti. Kryptoanalytikere er de personer, som arbejder med at bryde krypterede beskeder. 
Der kan være forskellige mål med kryptoanalyse. Man kan enten være ude efter at decifrere en krypteret besked, finde nøglen der er brugt eller begge. Vi forudsætter at algoritmen er kendt.
Selve angrebet kan foregå på forskellige premisser. Da algoritmen er kendt skal tilgangen til decifreringen passe til den specifikke algoritme og udover de forskellige krypteringsformer kan det være at den angribende tredjepart både har opsnappet den krypterede besked OG den 'rene' besked.

## Angrebstyper
Der findes forskellige klasser af kryptoanalyse:
- Kun chifferteksten er kendt
- Kendt klartekst angreb – Eva har et eksempel på en klartekst og den tilhørende chiffertekst.
- Valgt klartekst angreb – Eva får mulighed for at vælge en klartekst, og får den tilsvarende chiffertekst (f.eks. hvis Eva har fået midlertidig adgang til systemet).
- Valgt chiffertekst angreb – Eva får mulighed for at vælge en chiffertekst, og får den tilsvarende klartekst (f.eks. hvis Eva har fået midlertidig adgang til systemet).

## Metoder
Angreb på de simpleste kryptosystemer benytter sig typisk af de statistiske egenskaber ved det anvendte sprog. Et eksempel er hvis Alice og Bob anvender et simpelt substitutionssystem, hvor hvert bogstav erstattes af et andet. Hvis Eva laver statistik på chifferteksten og finder ud af at andelen af Z'er i chifferteksten er cirka lige så stor som andelen af E'er i sproget generelt, så vil det være et godt gæt at E'er erstattes af Z'er under kryptering. Tilsvarende kan man anvende statistik for bogstavkombinationer. På denne måde kan Eva relativt let finde frem til krypteringsnøglen, og et substitutionssystem er derfor ikke sikkert. Angreb på mere komplicerede ciffersystemer baserer sig ofte på gentagelser i den opsnappede ciffertekst, der kan afsløre noget af det underliggende system. Det kan være et ganske omfattende arbejde. Computerere anvendes siden 2. Verdenskrig ofte til den opgave.